# Netware
Netware, av företaget skrivet NetWare, är ett operativsystem skapat av Novell. Första versionen lanserades 1983. Sedan 2009 uppdateras det inte längre. 
Netware var, till skillnad från exempelvis Microsoft Windows, ett operativsystem som är avsett att köras på endast servrar. Det finns dock en separat klientdel som man installerar på användarnas arbetsstationer för att få åtkomst till serverns fil- och skrivartjänster, även om det från och med version 6 av operativsystemet gick att använda tjänsterna utan en speciell klient. Novell hade särskilda certifieringar för systemet. 
Kännetecknande för Netware var stabilitet, prestanda samt katalogtjänsten NDS. NDS var en hierarkisk katalogtjänst som erbjöd avancerade funktioner för att hantera och organisera nätverksresurser. NetWare var en av de första plattformarna som framgångsrikt implementerade TCP/IP-protokollet, vilket bidrog till dess framgång när Internetprotokollstandarder blev alltmer dominerande.
Vid releasen av NetWare version 6.5. uppgav Novell att de avser att integrera NetWare-tjänsterna på Linux-kernel. Detta påbörjas i och med utvecklingen av Novell Nterprise Linux Services. NetWare har ersatts av  Open Enterprise Server (OES) som kan köras med SUSE Linux Enterprise Server som kernel-os.
I dagens (2023) IT-landskap har NetWare minskat i betydelse, och dess funktioner har ersatts av mer moderna nätverksoperativsystem och molnbaserade tjänster.